# Дудник лекарственный
Ду́дник лека́рственный (лат. Angélica archangélica) — травянистое растение, произрастающее почти на всей территории Европы и в Западной Сибири. Широко применяется как пряно-ароматическое и лекарственное растение, выращивается и как декоративное. В соответствии с современной классификацией растений по системе APG IV относится к роду Дудник (Angelica) семейства Зонтичные (Apiaceae). В более ранних классификациях этот ботанический вид часто встречался под названием Дя́гиль лека́рственный (лат. Archangelica officinalis) и включался в род Дягиль, а также фигурировал просто под названием «дягиль».

## Название

### История таксономического положения вида
Карл Линней в своей работе Species plantarum (1753) описал растение как вид рода Angelica — Angelica archangelica.
Позже этот и некоторые другие виды были выделены в род Archangelica Wolf (1776). Базионимом названия Archangelica officinalis (Moench) Hoffm. (1814) стало название Angelica officinalis Moench (1794) (позже было признано, что названия Angelica officinalis Moench и Angelica archangelica L. относятся к одному виду). Такое систематическое положение было зафиксировано и во «Флоре СССР» (тт. 1—30, 1934—1964), а также во «Флоре Европы» (Flora europaea; тт. 1—4, 1964—1980 — международном издании с участием советских ботаников). Некоторые русскоязычные издания 2000-х годов также относят вид к роду Archangelica.
Однако в подавляющем большинстве изданий 2000-х годов, а также в международных базах данных этот вид рассматривается согласно Линнею — в составе рода Angelica — и его правильным названием считается Angelica archangelica L.

### Этимология научного названия
Angelica — родовое научное название — происходит от латинского слова angelus («ангел», «божий вестник»): на лекарственные свойства растения, по преданию, указал ангел.
Видовой эпитет в научном названии Angelica archangelica происходит от archangelus («архангел» — старший ангел). Согласно одним источникам, это связано с легендой, согласно которой архангел Михаил дал монахам совет жевать корни этого растения, чтобы защититься от чумы (хотя дягиль в действительности и не может защитить от чумы, рациональное зерно в этом совете было, поскольку активные вещества дягиля обладают антисептическими и фунгицидными свойствами). По другим данным, название объясняется тем, что растение обладает наиболее выраженными лекарственными свойствами среди представителей рода Angelica, подобно тому, как архангел — старший среди ангелов.

### Этимология русского названия

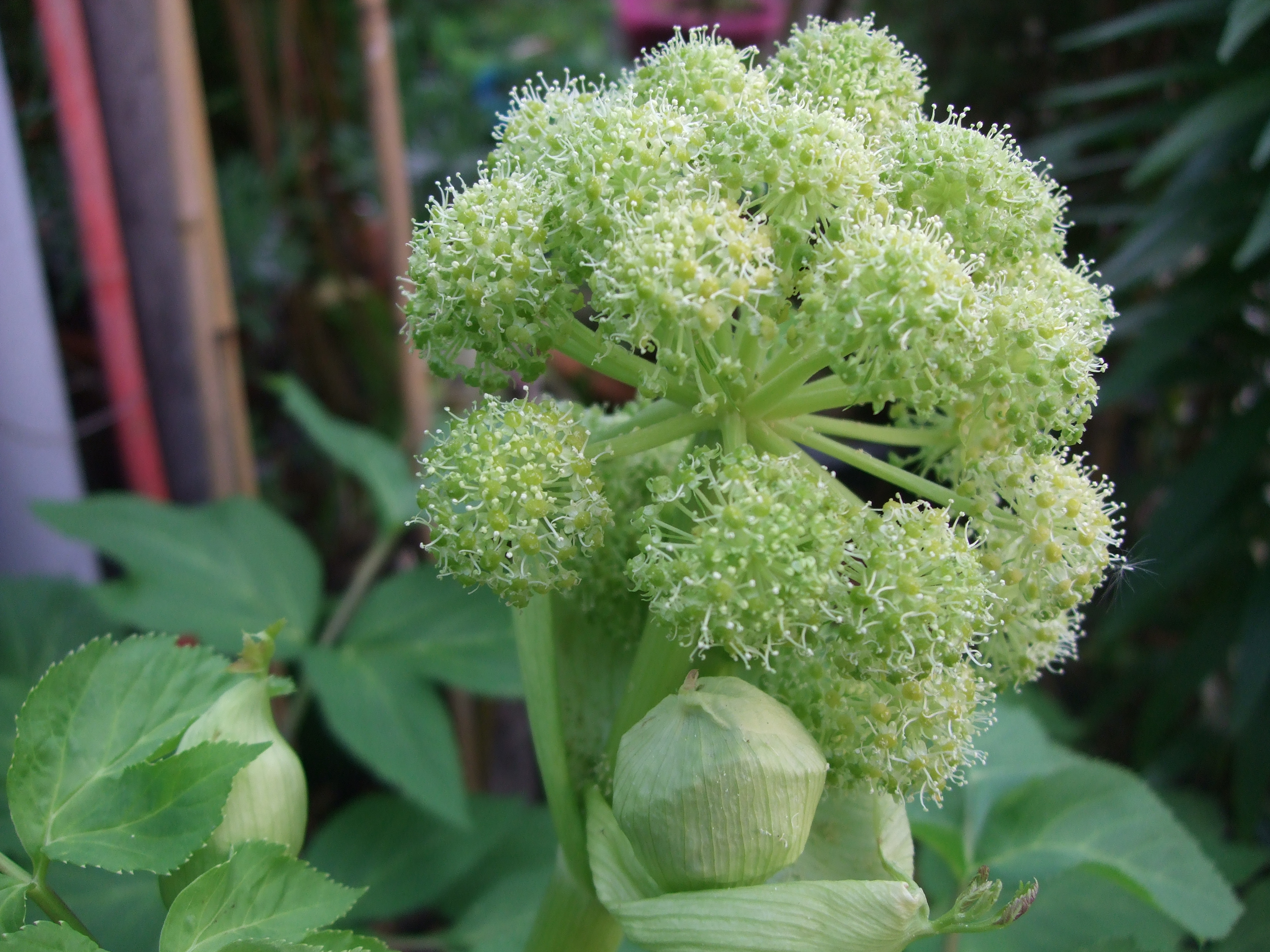
Соцветие дудника лекарственного

Дудник — русское название рода отражает особенность строения полого стебля, перехваченного плотными узлами. Если срезать междоузлие вместе с узлом и затем рассечь по всей длине, то оно превращается в простейший духовой инструмент - дудку.
Традиционное название этого растения — дягиль (дягель), как, впрочем, называли и другие зонтичные растения — и дягиль лесной, и растения из родов купырь и борщевик, имеет несколько версий происхождения:
- от слов дя́глый («крепкий, здоровый, сильный»), дя́гнуть («поправляться»)[10];
- от праславянского degili (растение с лекарственным действием)[8];
- от нижненемецкого de engil («ангел»)[10].

В современной научной и научно-популярной литературе в качестве русского названия вида употребляется как слово дягиль, так и выражения, построенные по образцу научных названий: дягиль лекарственный (для научного названия Archangelica officinalis) или дудник лекарственный (для научного названия Angelica archangelica).
Имеется также множество устаревших и местных русских названий растения: аптечный дягиль, волчья дудка, вонючий дягиль, дудочник (это же слово использовалось и для других растений с пустотелым стеблем), дягель, дягильник, дяглица, дудел, дудник, кухотина, луговая дудка, подраница, подрянка, пушка, садовый дягиль.

## Ботаническое описание

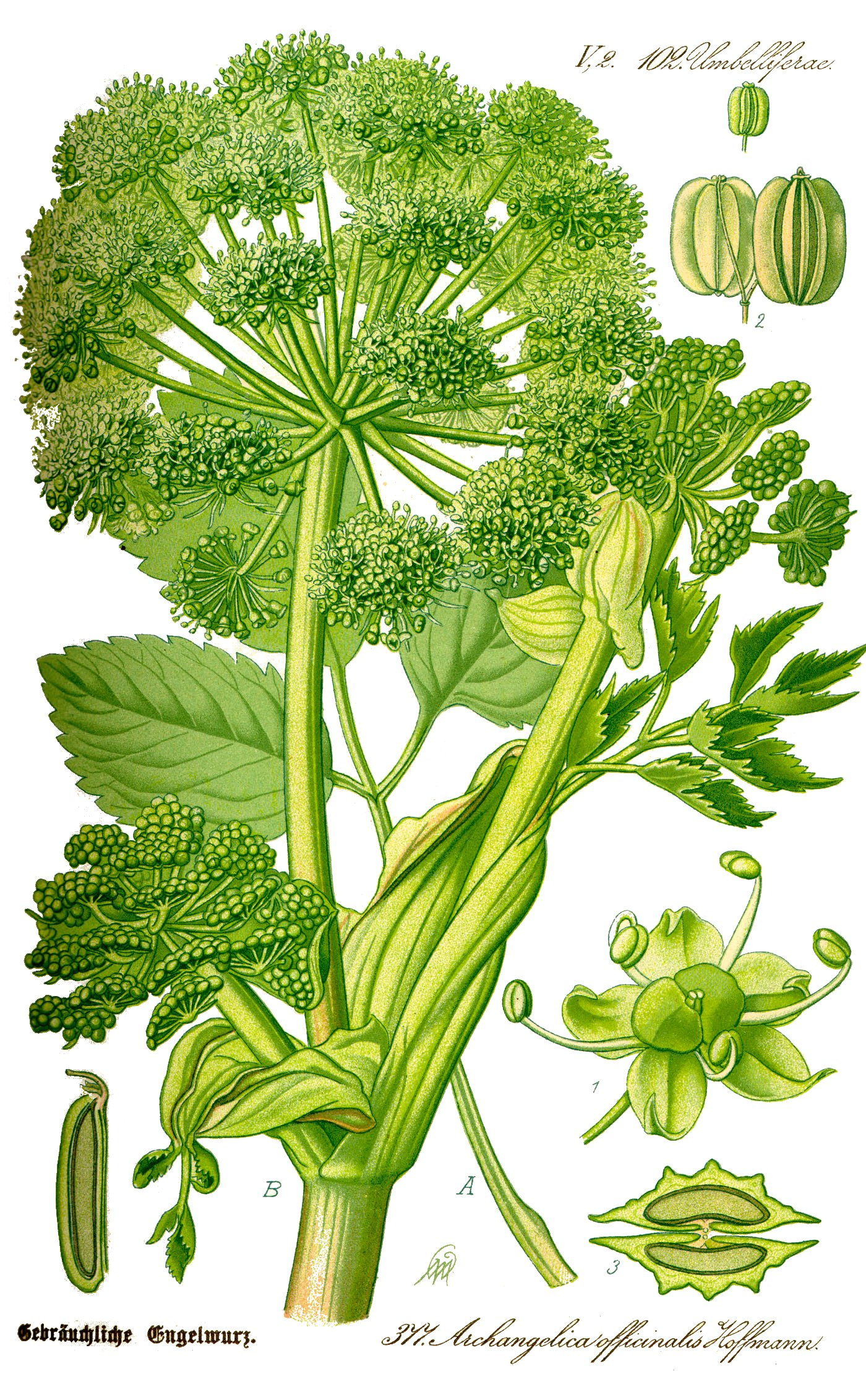
Дягиль лекарственный.

Двулетнее растение с приятным запахом. На первом году жизни образуется прикорневая розетка с небольшим количеством листьев, а на втором году отрастают большие листья и появляется высокий стебель-цветонос.
Корневище бурое, короткое, толстое, диаметром до 8 см, редьковидное, с многочисленными вертикальными придаточными корнями, содержит беловатый или желтоватый млечный сок. Вес корневой системы 200—300 г.
Стебель одиночный, прямостоячий, высотой 120—250 см, толстый, голый, цилиндрический, внутри полый, в верхней части разветвлённый.
Листья очерёдные, триждыперистые, с большими яйцевидными двух- или трёхлопастными сегментами; прикорневые — большие, длинночерешковые, в очертании треугольные; стеблевые мельче, со стеблеобъемлющими влагалищами.
Соцветие — крупный, почти шаровидный сложный зонтик, 8—15 см в диаметре, с 20—40 лучами; цветоносы в верхней части плотноопушённые. Цветки мелкие, невзрачные, желтовато-зеленоватые, зубцы чашечки незаметные, лепестки в числе пяти, беловато- или желтовато-зеленоватые, эллиптические, при основании короткоклиновидные, на верхушке слегка выемчатые. Тычинок пять, чередующихся с лепестками венчика. Пестик с нижней двугнёздной завязью.
Плод — сжатая со спинки широкоэллиптическая яйцевидная или продолговато-овальная зеленоватая или соломенно-жёлтая двусемянка, распадающаяся на два полуплодика. Полуплодики 5—6 мм длиной, 3,5—4,5 мм шириной, по краям имеют три крыловиднорасширенные ребра. Одно растение даёт до 500 г семян.
Цветёт на втором году жизни в июне—августе. Плоды созревают в июле—сентябре.

## Распространение и экология

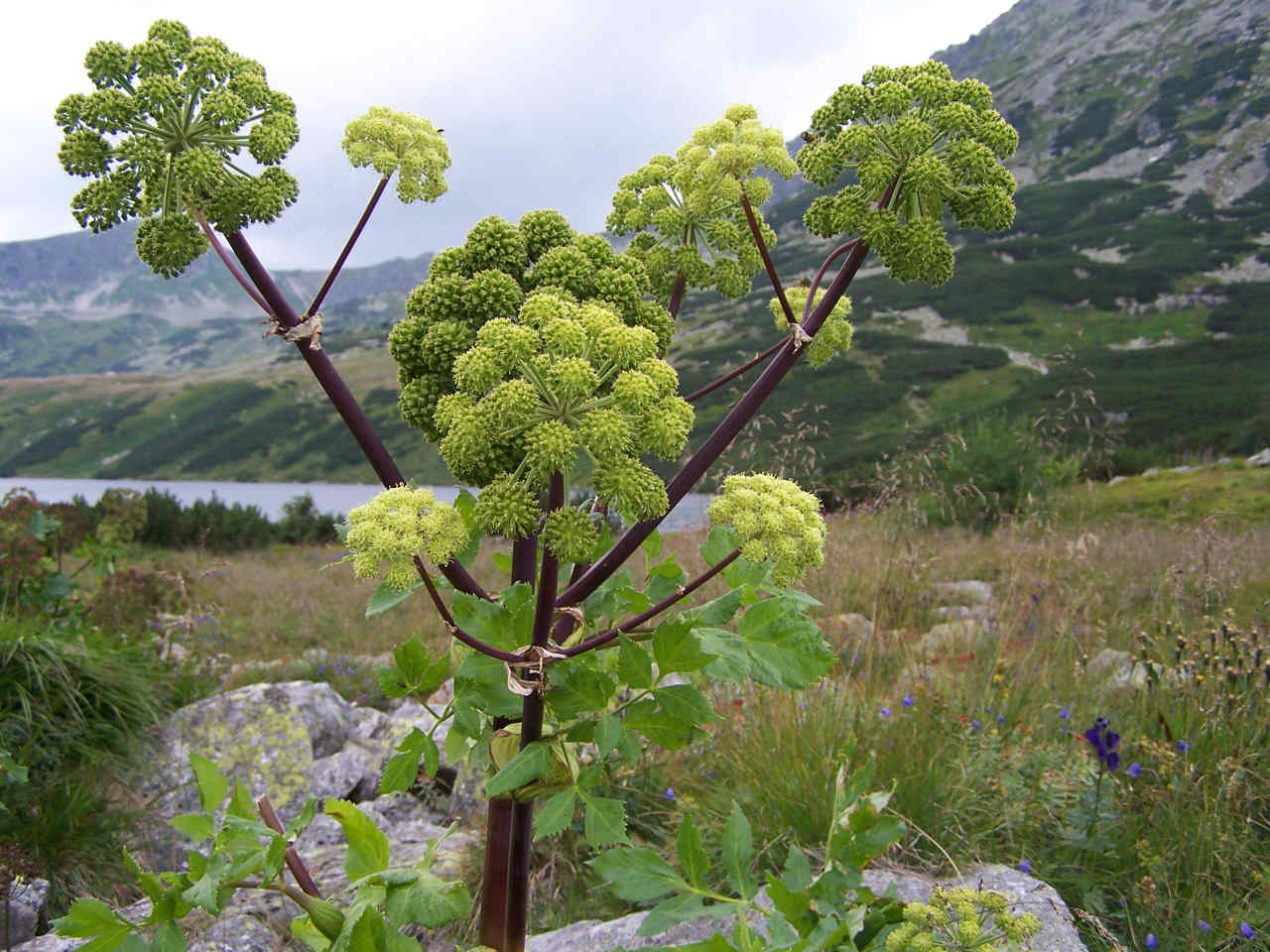
Дудник лекарственный в Татрах, Польша

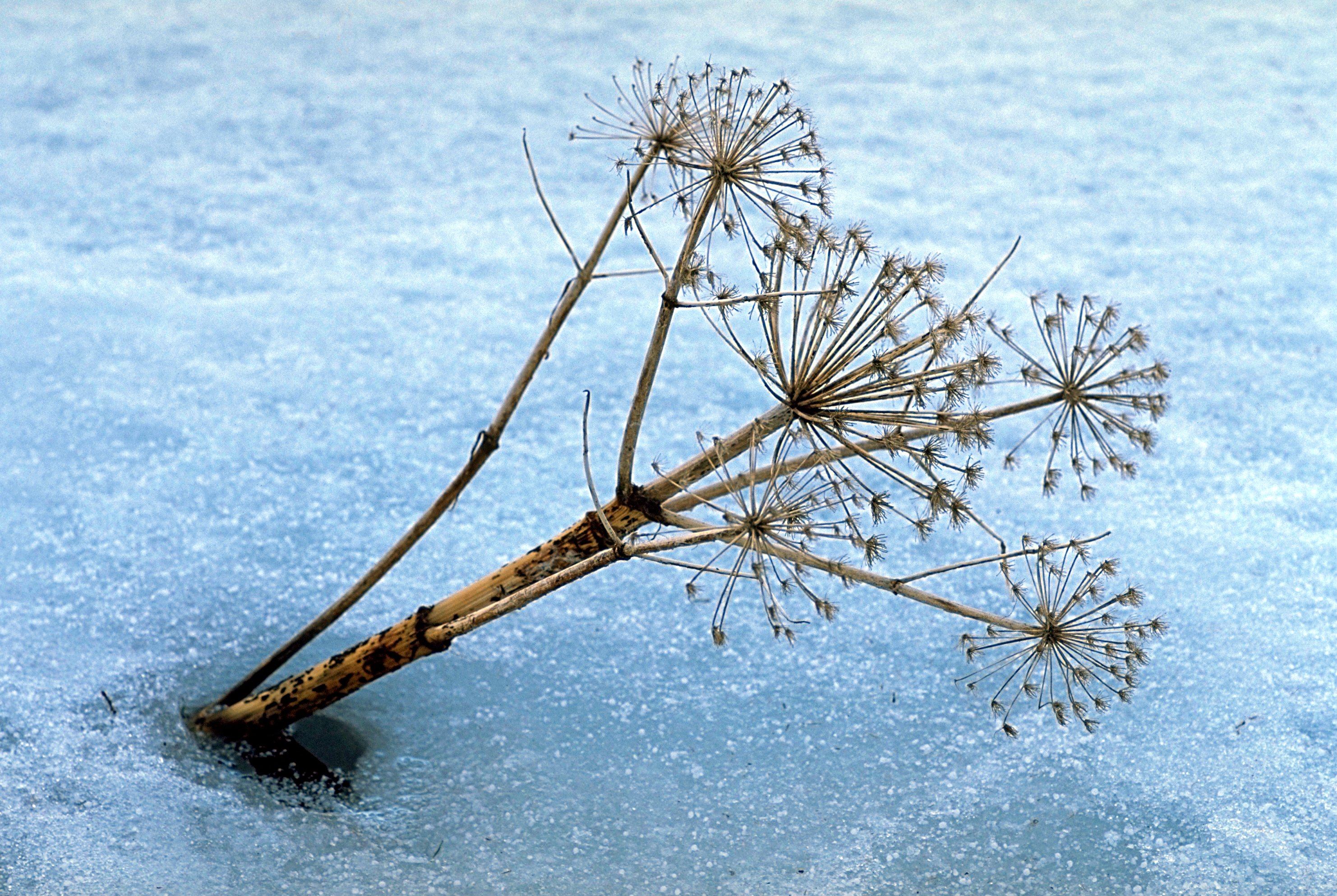
Засохшее соцветие дудника зимой в Исландии

В диком виде дудник лекарственный произрастает в Северной, Центральной и Восточной Европе и Грузии. В России встречается в европейской части России, на Урале, в Западной Сибири, на Северном Кавказе. В России культивируется очень редко, в основном в средней полосе.
Из скандинавских стран в XIV веке дудник лекарственный был завезён в Центральную Европу, откуда распространился в другие регионы.
Растёт по сырым местам, в лесных оврагах, среди кустарников, на болотах, в заболоченных еловых, сосново-берёзовых лесах и по берегам рек и ручьёв. Встречается в лесных и лесостепных районах. Предпочитает местообитания с повышенной влажностью и богатые почвы со слабокислой или нейтральной реакцией. Местами образует значительные заросли.

### Элементы агрокультуры
Для выращивания растение неприхотливо. Хорошо растёт на среднеплодородных, увлажнёных почвах, устойчив к заморозкам. На минеральные удобрения реагирует хорошо.
Размножается семенами, делением корневища и отводками. Семена высаживают в августе, в тщательно вскопанную и разрыхлённую почву. При размножении отводками, делением куста или отрезками корней их высаживают ранней весной или поздней осенью. После всходов почву рыхлят, поливают, делают прополку.

## Химический состав
Все части растения имеют приятный сильный аромат, содержат эфирное (ангеликовое) масло (в сухих корнях — 0,35—1 %, в семенах — 0,3—1,5, в свежей надземной части — до 0,1 %). В плодах до 20 % жирного масла. В корнях обнаружены кумарины: остол, остенол, умбеллиферон, умбеллипренин; фурокумарины: ангелицин, ксантотоксин, псорален, бергаптен, оксипеуцеданин; смолы (6 %), воск, горькие и дубильные вещества, органические кислоты (яблочная, уксусная, ангеликовая, валериановая и другие кислоты), фитостерины; в листьях — аскорбиновая кислота, а также кальций, фосфор.
Эфирное масло из корней — жидкость пряно-жгучего вкуса с мускусным запахом. Эфирное масло из семян обладает тонким, нежным и очень стойким запахом. Главной составной частью эфирного масла являются монотерпены: разные формы фелландрена, α-пинен, δ-3-карен. Характерный запах маслу придают производные фталевой кислоты: легустилид, седанолид. Кроме того, в нём содержатся полиацетиленовые соединения: фалькаринол, фалькариндиол, кислоты и их эфиры: уксусной, метилуксусной и валериановой кислот, а также кумарин остол и фурокумарин ангелицин.

## Значение и применение
В молодом возрасте дудник лекарственный хорошо поедается крупным и мелким рогатым скотом, но к выпасу неустойчив. Даёт хороший силос. Урожай зелёной массы 500—700 ц/га.
Летом поедается северным оленем (Rangifer tarandus Linnaeus) и европейским лосём (Alces alces Linnaeus).
Хороший медонос, даёт много нектара и пыльцы. Мёд ароматный, красный. Мёдопродуктивность при сплошном произрастании до 300 кг/га, нектаропродуктивность 60—300 кг/га. По другим данным в южных районах Сибири продуктивность мёда условно чистыми насаждениями 60 кг/га.
Эфирное масло применяется в парфюмерной промышленности для ароматизации одеколонов, паст, кремов. В качестве пряновкусового, лекарственного и источника эфирного масло растение культивируется в Бельгии, Голландии и ряде других европейских стран, в России ангеликовое масло не добывается.
Высушенные стебли используются для изготовления народных духовых инструментов — таких, как калюка.

### Сбор и переработка сырья

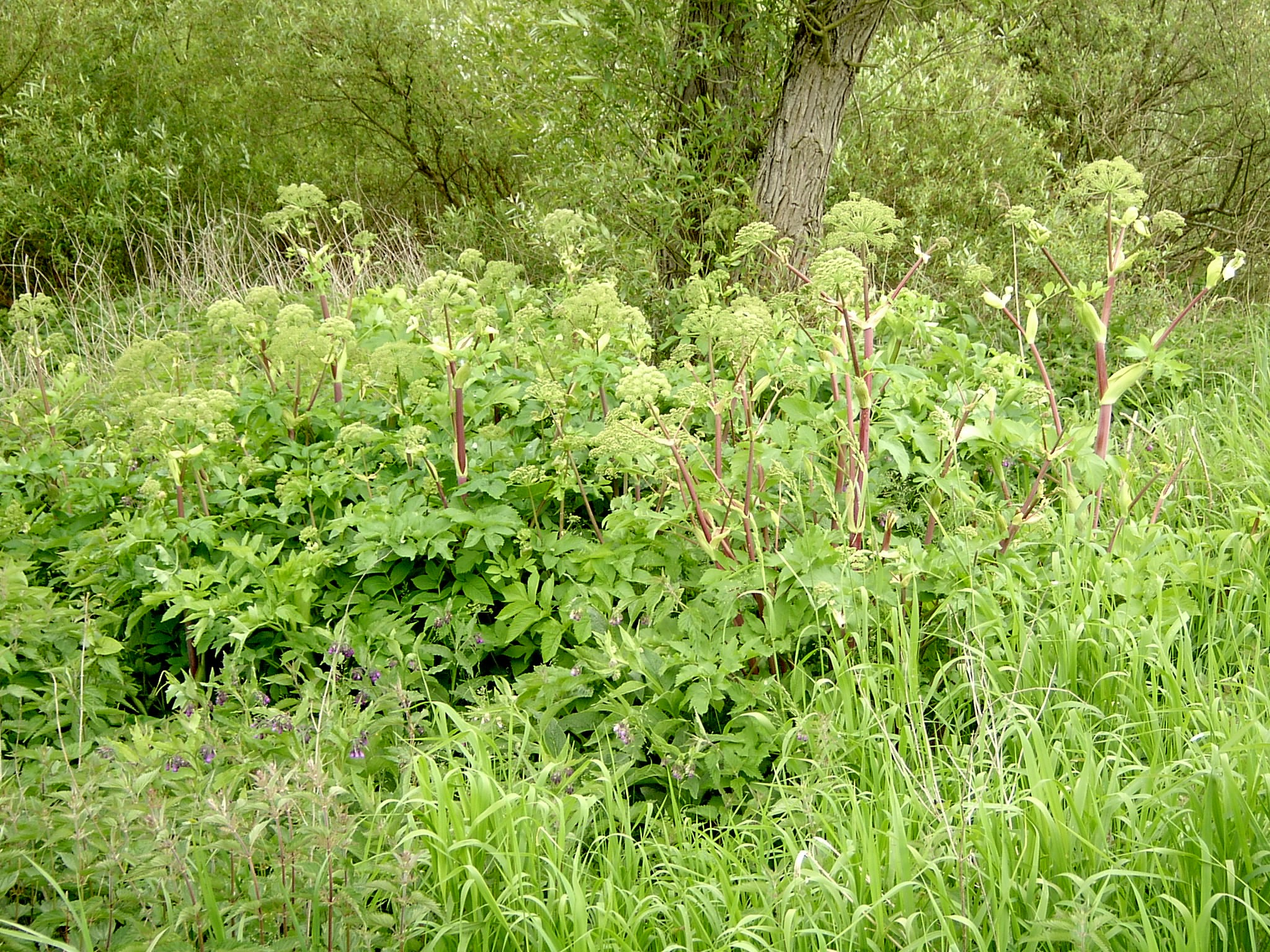
Заросли дудника лекарственного

Корни, для использования их в качестве пряности, выкапывают в пору созревания плодов. Соцветия связывают в пучки и подсушивают, чтобы обмолотить семена. Корни освобождают от земли, хорошо промывают, разрезают на части (лучше продольные) и высушивают на открытом воздухе или в сушилке, при температуре не выше 35—40 °C. Высушенное сырье состоит из красновато-серых цилиндрических кольчатых отрезков корневищ с отходящими от них морщинистыми, слегка бугристыми и ровными на изломе корнями. Семена и корни растения хранят в различной таре, герметично упакованными, особенно корни, которые легко впитывают влагу и теряют ароматические свойства.
При переработке дудника следует проявлять осторожность: поскольку его сок содержит фуранокумарины (фурокумарины) — вещества, повышающие чувствительность кожи к свету, — при соприкосновении сырья с чувствительной кожей возможно возникновение фотодерматоза: кожа покраснеет, на ней появятся волдыри.

### Применение в кулинарии

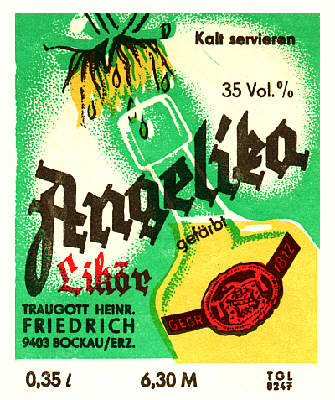
Этикетка выпускавшегося в ГДР ликёра, в состав которого входил экстракт дудника лекарственного (1980 год)

Дудник лекарственный — своеобразное растение, обладающее сильным запахом, сладковатым, пряным, жгуче-горьковатым вкусом. Все части растения можно употреблять в качестве пряности.
Зелёные побеги и черешки листьев применяют в кулинарии и кондитерской промышленности, корневища и корни — как пряность для ароматизации ликёров, напитков, вина, в табачной промышленности. Высушенные и истолчённые в порошок корни используют как ароматизатор для конфет, добавляют к муке при выпечке хлебобулочных и кондитерских изделий, а также в мясные соусы и к жареному мясу. Семенами ароматизируют водку, соусы, рыбные консервы. Используют также как корригенс в медицине (для улучшения вкуса лекарств). Из свежих корней и побегов делают цукаты, варенье, повидло, пастилу, суррогат чая.
Листья растения, выросшие на первом году, употребляют в качестве салатов и гарниров, улучшая их вкус и обогащая полезными веществами. Надземная часть широко используется в кулинарии таких стран, как Исландия, Норвегия, Швеция, Финляндия, Англия, Франция, США. Любую часть растения используют для приготовления пикантных соусов.
Народы Севера используют в пищу сваренные в оленьем молоке побеги.

### Медицинское применение
Препараты дудника лекарственного оказывают возбуждающее действие на слизистую оболочку желудка, обладают спазмолитическим, противовоспалительным, отхаркивающим, мочегонным, потогонным действием. Корни и корневища находят применение в качестве средства, повышающего выделение желчи с одновременным усилением перистальтики, снижая бродильные процессы.
Отвар корневища применяют при метеоризме, желудочно-кишечных заболеваниях, гипоацидных гастритах, дискинезии желчевыводящих путей, простудных заболеваниях, бронхите, ларингите, пневмонии, как мочегонное, бактерицидное и отхаркивающее средство. Настойка для повышения аппетита и улучшения пищеварения, усиления моторной и секреторной функции кишечника. Экстракт применяют как спазмолитическое и седативное средство при спазмах органов с гладкой мускулатурой.
Корни входят также в состав мочегонных и потогонных сборов.

#### Фармакологические свойства
Галеновые лекарственные препараты оказывают тонизирующее, противовоспалительное, спазмолитическое, диуретическое, мочегонное и потогонное действие. Улучшают деятельность сердца, снимают спазмы и процессы брожения, улучшают желчеотделение, успокаивают нервную систему.
Наибольшим активным действием обладает эфирное масло, которое при попадании в желудочно-кишечный тракт оказывает лёгкое раздражающее действие, вызывая увеличение секреции желудочного сока. После всасывания масло частично выделяется бронхиальными желёзами, увеличивая их секрецию и оказывая бактерицидное и спазмолитическое действие на дыхательные пути.
Содержащиеся в дуднике лекарственном органические кислоты оказывают диуретический и потогонный эффект.
Проведёнными исследованиями показано, что фурокумарин дудника лекарственного обладает противоопухолевой активностью.

#### Применение в народной медицине
В народной медицине растение употребляли внутрь как вяжущее, тонизирующее и укрепляющее, при нервном истощении, эпилепсии, истерии, бессоннице, расстройствах пищеварения, гастрите, диспепсии, при метеоризме, воспалении дыхательных путей, как отхаркивающее, противоглистное.
Наружно — при подагре, истерии, ревматизме, зубной боли и боли в ушах; цветущими стеблями лечили брюшной тиф, холеру, скарлатину, корь.
Считается, что настоянный на водке или спирте, дудник лекарственный снимает боли в мышцах, настой используется также при ревматизме, подагре.
В средние века его использовали для выведения яда из человеческого тела при укусе змеи. Корень дягиля лекарственного входил в состав териака — средства, многие века считавшегося универсальным лекарством.

## Классификация

### Таксономия[30]
Angelica archangelica L., 1753, Sp. Pl. 1: 250.
Вид Дудник лекарственный относится к роду Дудник (Angelica) семейства Зонтичные (Apiaceae) порядка Зонтикоцветные  (Apiales). Кладограмма в соответствии с Системой APG IV:
|  |                                      |  |                                   |                                   |                     |  | ещё 6 семейств | ещё 6 семейств |                      |  |                     |  | еще 107 подтвержденных видов и 22 в статусе "непроверенных" | еще 107 подтвержденных видов и 22 в статусе "непроверенных" |  |
|  |                                      |  |                                   |                                   |                     |  | ещё 6 семейств | ещё 6 семейств |                      |  |                     |  | еще 107 подтвержденных видов и 22 в статусе "непроверенных" | еще 107 подтвержденных видов и 22 в статусе "непроверенных" |  |
|  |                                      |  |                                   | порядок Зонтикоцветные            |                     |  |                |                | род Дудник           |  |                     |  |                                                             |                                                             |  |
|  |                                      |  |                                   | порядок Зонтикоцветные            |                     |  |                |                | род Дудник           |  | 1 форма и 4 подвида |  |                                                             |                                                             |  |
|  | отдел Цветковые, или Покрытосеменные |  |                                   |                                   | семейство Зонтичные |  |                |                | Дудник лекарственный |  |                     |  |                                                             |                                                             |  |
|  | отдел Цветковые, или Покрытосеменные |  |                                   |                                   |                     |  |                |                |                      |  |                     |  |                                                             |                                                             |  |
|  |                                      |  | ещё 63 порядка цветковых растений | ещё 63 порядка цветковых растений |                     |  |                | ещё 447 родов  | ещё 447 родов        |  |                     |  |                                                             |                                                             |  |
|  |                                      |  |                                   | ещё 63 порядка цветковых растений |                     |  |                |                | ещё 447 родов        |  |                     |  |                                                             |                                                             |  |

### Нижестоящие таксоны
В рамках вида Angelica archangelica выделяют пять инфравидовых таксонов:
- со статусом "подтвержденный" ('accepted')
  - Angelica archangelica subsp. decurrens (Ledeb.) Kuvaev
  - Angelica archangelica subsp. litoralis (Fries) Thell.
- со статусом "непроверенный" ('unchecked')
  - Angelica archangelica f. himalaica (Clarke) Weinert
  - Angelica archangelica subsp. archangelica
  - Angelica archangelica subsp. himalaica (Clarke) G.Singh

### Синонимы
- Angelica archangelica subsp. norwegica  (Rupr.) Nordh.
- Angelica commutata  (C.A.Mey. ex Rupr.) M.Hiroe
- Angelica discocarpa  (Fries) M.Hiroe
- Angelica intermedia  Schult. ex Steud.
- Angelica major  Gilib.
- Angelica norwegica  (Rupr.) Nyman
- Angelica officinalis  Moench
- Angelica procera  Salisb.
- Angelica sativa  Mill.
- Archangelica archangelica  H.Karst.
- Archangelica commutata  C.A.Mey. ex Rupr.
- Archangelica discocarpa  Fries
- Archangelica littoralis  Agardh ex DC.
- Archangelica norwegica  Rupr.
- Archangelica officinalis  Hoffm.
- Archangelica officinalis subsp. litoralis  DC.  J.Dostál
- Archangelica officinalis var. phyllomana  Lange
- Archangelica sativa  Besser
- Archangelica slavica  Reuss
- Archangelica spuria  Wahlenb.
- Ligusticum angelica  Stokes
- Selinum archangelica  Vest